# Jurij Michajlovič Baturin
Jurij Michajlovič Baturin ((in russo Юрий Михайлович Батурин?); Mosca, 12 giugno 1949) è un cosmonauta, politico e giurista russo.

## Studi e carriera
Baturin si è diplomato presso l'Istituto di Fisica e Tecnologia di Mosca nel 1973.
Il 13 agosto 1998 è partito dal cosmodromo di Baikonur alla volta della stazione spaziale russa Mir con la missione Sojuz TM-28 in qualità di cosmonauta ricercatore. È rientrato con la Sojuz TM-27 il 25 agosto. Nel 2001 è tornato nello spazio nella Stazione spaziale internazionale, è partito il 28 aprile con la Sojuz TM-32 ed è rientrato sulla Terra il 6 maggio con la Sojuz TM-31.
Successivamente Baturin è stato a capo della Sicurezza Nazionale Russa; è autore di opere nel campo del Diritto costituzionale.
Ha il grado civile di Consigliere di Stato effettivo della Federazione Russa di 1ª classe e il grado militare di colonnello della riserva.

### Onorificenze russe

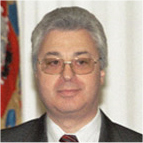
Jurij M.Baturin nel novembre del 2001 (foto www.kremlin.ru)